# Poliana (football)
Pour les articles homonymes, voir Poliana.
Poliana Barbosa Medeiros, née le 6 février 1991 à Ituiutaba, est une joueuse internationale brésilienne de football évoluant au poste de défenseur au club des Corinthians.

## Biographie

### En sélection
Après avoir représenté le Brésil lors de l'édition 2010 de la Coupe du monde des moins de 20 ans, Poliana a fait ses débuts seniors lors du Tournoi international de São Paulo en 2012. Initialement non retenu pour la Coupe du monde 2019 disputée en France, elle rejoint finalement l'équipe à la suite de la blessure à la cuisse de Fabiana.

#### Buts internationaux
| 1er   | 10 mars 2014      | Santiago, Chili  | Jeux sud-américains de 2014 (1er tour)   | V 5-0  | Venezuela        | 40e    | 4-0    |        |        |
| 2e    | 16 mars 2014      | Santiago, Chili  | Jeux sud-américains de 2014 (1/2 finale) | V 2-0  | Venezuela        |        | 2-0    |        |        |
| 3e    | 19 septembre 2015 | Le Havre, France | Match amical                             | D 1-2  | France           | 80e    | 1-2    |        |        |
| 4e    | 1er décembre 2015 | Cuiabá, Brésil   | Match amical                             | V 5-1  | Nouvelle-Zélande | 46e    | 1-1    |        |        |
| 5e    | 13 décembre 2015  | Natal, Brésil    | Match amical                             | V 6-0  | Mexique          | 68e    | 6-0    |        |        |
| Total | 5 buts            | 5 buts           | 5 buts                                   | 5 buts | 5 buts           | 5 buts | 5 buts | 5 buts | 5 buts |